# AZERTY

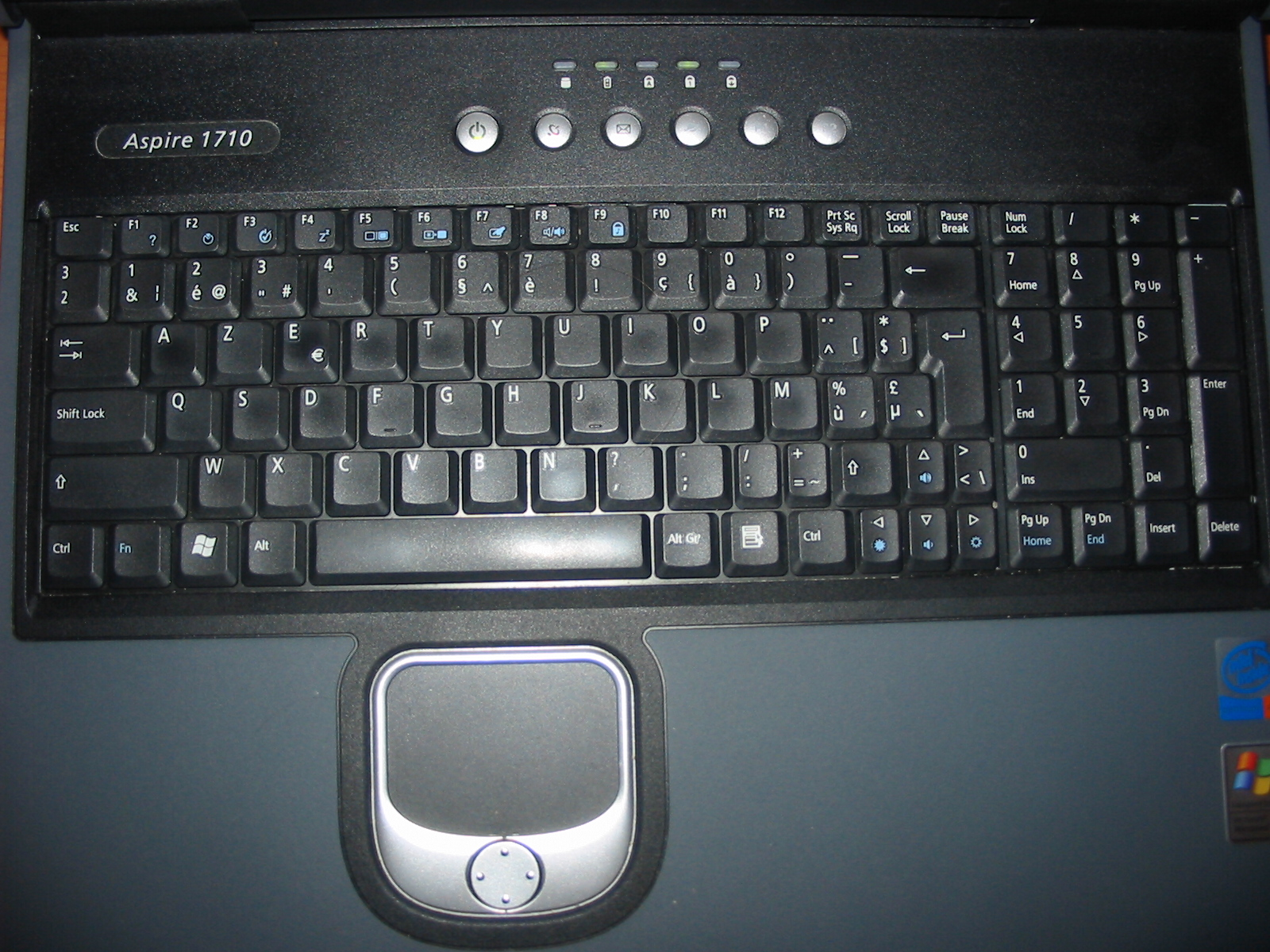
teclado AZERTY

Layout AZERTY francês.

O plano de AZERTY é um layout de teclado usado na França, Bélgica e alguns países circunvizinhos, principalmente os de língua francesa. O AZERTY também foi usado em Portugal nas máquinas de escrever desde 1875 até aos inícios dos anos 90. Nunca foi implementado nos computadores portugueses.
A versão francesa satisfaz os padrões para o idioma francês, porém é impossível produzir caracteres É, Ç, ou aspas francesas («» e ‹›). Também, embora não tenha esses caracteres especiais, tem muitos símbolos normais e trocados de estado em que é raramente usado numa conversação normal (§, µ, ², °), que poderiam ser digitados facilmente através da tecla AltGr.
O AZERTY belga foi assumido pelo AZERTY francês, mas algumas adaptações foram feitas nos anos 80. Todas as letras permanecem no mesmo lugar do que no teclado francês, mas alguns dos sinais (?!, @, -, _, +, =, §) estão em locais diferentes.

## Posições das teclas
O padrão AZERTY se difere do plano QWERTY por:
- A e Q trocam de posição entre si, isso também acontece com as teclas Z e W;
- M é movido da direita de N e colocado a direita de L
- Os dígitos numerais localizados acima das teclas de letras (de 0 a 9) se mantêm, mas para serem digitados os números é necessário pressionar a tecla shift ou Caps Lock. As posições em que não precisa teclar o shift são usadas pelos caracteres acentuados.